# Lernaeopodina longimana
Lernaeopodina longimana är en kräftdjursart som först beskrevs av Olsson 1869.  Lernaeopodina longimana ingår i släktet Lernaeopodina och familjen Lernaeopodidae. Arten är reproducerande i Sverige. Inga underarter finns listade i Catalogue of Life.